# Bobot
Bobot és un poble i municipi d'Eslovàquia que es troba a la regió de Trenčín.

## Història
La primera menció escrita de la vila es remunta al 1240.

## Demografia
| Godina             | 1994 | 2004   | 2014   | 2024   |
| ------------------ | ---- | ------ | ------ | ------ |
| Nombre de persones | 771  | 725    | 757    | 719    |
| Diferència         |      | −5,96% | +4,41% | −5,01% |

| Godina             | 2023 | 2024   |
| ------------------ | ---- | ------ |
| Nombre de persones | 728  | 719    |
| Diferència         |      | −1,23% |